# Ivan Saunig
Ivan Saunig (tudi Ivan Savnik), slovenski sadjar, vinogradnik in politik, * 22. februar 1863, Bilje, † 11. junij 1947, Bilje.

## Življenje in delo
Rodil se je v družini kmeta posestnika in župana Matevža in kmetice Marije Saunig rojene Nemec. V rojstnem kraju je končal ljudsko šolo, v Mariboru pa Sadjarsko vinarsko šolo. Posodobil je družinske sadovnjake in vinograde in jih 1908 razširil z nakupom Majerjeve graščine s posestvom. Leta 1905 je v Biljah postal župan, 30. marca 1908 pa je bil v kuriji veleposestvo izvoljen v goriški Deželni zbor. Tega leta je bil tudi med ustanovitelju Kmečke banke v Gorici. V banki je bil 12 let podpredsednik, v letih 1921−1947 pa predsednik njenega upravnega odbora. Januarja 1918 je bil izvoljen za predsednika Zveze slovenskih županov po vojni prizadetih občin na Primorskem.